# Донатиан Реймский
Донатиан Реймский (фр. Donatien de Reims; конец IV века) — христианский святой, епископ Реймса, небесный покровитель города Брюгге.

## Биография и память
Сведения о жизни Донатиана не сохранились. Вероятно, он родился в Риме, затем был послан в Галлию и стал преемником Матерниана, епископа города Ремы (нынешний Реймс). Культ святого распространился лишь после того, как в IX веке его мощи были перенесены во Фландрию, в Брюгге. Церковь, где они находились, была названа в честь Донатиана, а после основания в Брюгге епископской кафедры она стала кафедральным собором. В 1799 году собор был разрушен, однако мощи святого были спасены и в 1834 году помещены в церковь Святого Спасителя, которая ныне является кафедральным собором Брюгге.
Память святого отмечается 14 октября (в Реймской епархии — 12 октября).
В искусстве святой часто изображается в епископской митре, держащим колесо с горящими свечами. Этот атрибут напоминает о чудесном спасении Донатиана, который в детстве был однажды брошен в реку. Мимо проходил святой человек; он бросил в воду колесо с зажжёнными церковными свечами. Колесо остановилось там, куда течение унесло ребёнка, и мальчика извлекли из воды целым и невредимым. По другой версии, колесо связано с легендой о мученической смерти Донатиана, которого его преследователи утопили в Тибре. Друзья епископа пустили по воде колесо со свечами, и оно остановилось в том месте, где покоилось тело утопшего.